# Banco Zaragozano
El Banco Zaragozano fue un banco español fundado en enero de 1910 por José García Sánchez, que fue presidente del Consejo de Administración del banco hasta su muerte en 1952. Su sede central estaba en Zaragoza.
En mayo de 2003, fue comprado por Barclays de España. La transacción tuve el costo de 1.140 millones de euros. Fue autorizado por la autoridad bancaria la su absorción en el 14 de julio de 2003.
En el momento de la fusión, el Banco Zaragozano contaba con 361 sucursales en los principales núcleos urbanos y rurales de España, especialmente en Aragón, Cataluña y Madrid. Era el undécimo banco español, y sus acciones cotizaban en la Bolsa de Madrid. 
La marca Banco Zaragozano desapareció finalmente en el 2006 para operar exclusivamente bajo la de Barclays.

## Evolución histórica
En 1922, doce años después de su fundación, Banco Zaragozano tenía  seis oficinas: Zaragoza, Cuenca, Sos del Rey Católico, Sádaba, Haro y Santo Domingo de la Calzada.
El 2 de enero de 1929 se inauguró la primera sucursal en Madrid y la sede social del banco en Zaragoza se trasladó a la Calle del Coso. En abril de 1932 se abrió la Sucursal de Barcelona.
Veintincinco años después de su fundación, la red de oficinas del Banco Zaragozano ya superaba las treinta sucursales, y su ámbito de actuación situaba en Aragón, Cataluña, Valencia, Castilla y La Rioja. 
La primera oficina en Andalucía se inauguró en Sevilla en los finales de 1946.
En los veinticinco años que transcurrieron desde 1934 a 1959, la expansión se frenó, debido a las  restricciones que la política del «statu quo» había establecido para toda la banca española. Así, en los primeros años de la postguerra tan solo se podía abrir agencias urbanas en aquellas capitales en que ya se estuviera establecido.
En su camino hacia la expansión al ámbito nacional, y en el transcurso del tercer cuarto del siglo XX, el Banco Zaragozano abre oficinas en Valencia, Málaga y San Sebastián, alcanzando las 50 oficinas en el territorio peninsular. 
A partir de 1974, debido a las nuevas medidas liberalizadoras sobre expansión de oficinas bancarias, el Banco Zaragozano registra su mayor crecimiento. Si en 1974, la entidad contaba con 107 Oficinas, en  1983 eran 205.
Con el cambio de estrategia sobre el desarrollo de Banco Zaragozano, en el  bienio de 1989/90 se abrieron 130 nuevas Oficinas, sobre todo en Madrid, Cataluña, Comunidad Valenciana y País Vasco. A final de 1993, Banco Zaragozano contaba con 355 Oficinas.